# Jerónimo de Santa Fe
Jerónimo de Santa Fe ou Geronimo de Santa Fe (en français, Jérôme de Sainte-Foi, en latin Hieronymus de Sancta Fide ) dont nom hébreu originel était Yehoshúa 'ben Yosef ibn Vives ha-Lorquí, Josué ha-Lorki ou Joshua ben Joseph al-Lorqui, né soit à Lorca, soit à Alcañiz, au milieu du XIVe siècle, et mort en 1419, est un médecin juif, un converso aragonais devenu défenseur zélé de la foi catholique.

## Biographie

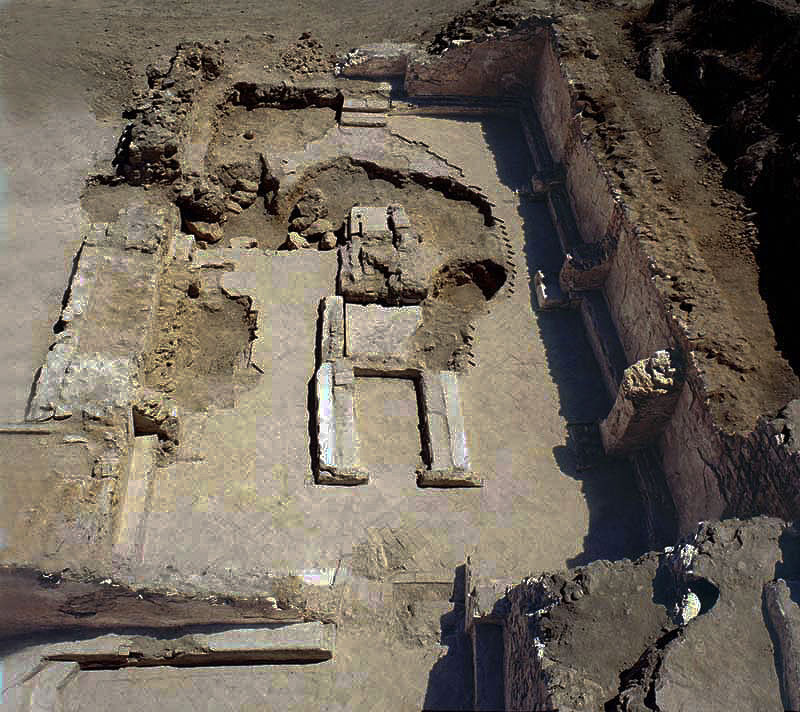
Ruines de la synagogue des - s. de la Judería de Lorca (voir Luces de Sefarad).

### Origine
Son père était Joseph ibn Vives de Lorca, près de Murcie.
Il devait appartenir à une famille riche à en juger par la formation scientifique qu'il avait reçue. Dans sa jeunesse, il a probablement étudié à Alcañiz avec le talmudisme Salomón (ou Shlomo) ha-Lévi (ou Halévy) (Burgos 1350-1435). Bien qu'on n'ait pas de document permettant de préciser où il a fait ses études, on peut supposer qu'il a étudié à l'université Luliana de Palma de Majorque dédiée à Raymond Lulle, où il a étudié les sciences et les langues orientales. En plus de ses études talmudiques et théologiques, il a étudié et exercé la médecine comme le montrent ses connaissances dans cette science.

### Œuvre
Jerónimo de Santa Fe a écrit un livre en arabe sur les plantes et les herbes et leurs qualités thérapeutiques à la demande de Don Benveniste de la Cavallería (es), traduit en hébreu par Don Vidal Joseph, fils de Benveniste, sous le titre Gerem ha-Ma'ǎlot (Vienne, ms. 154).
Son maître, Salomón ha-Lévi, grand rabbin de Burgos, se convertit au catholicisme, le 21 juillet 1390, et prend le nom de « Pablo de Santa Maria » (en français Paul de Sainte-Marie), aussi appelé Paul de Burgos, peu avant les persécutions anti-juives de 1391. À la suite de cette conversion, Josué ha-Lorki (Josué de Lorca) écrit à son ancien maître en l'interrogeant sur les raisons qui ont amené l'ancien rabbin de Burgos d'apostasier, : « ... avec une feinte humilité et le respect apparent d’un élève pour son maître, Josua Lorqui porta des coups sensibles à Paul de Santa-Maria, et, sous prétexte d’ex-poser simplement ses doutes, il s’attaqua aux dogmes chrétiens. Au début de son épître, il déclare que l’abjuration de son maître bien-aimé, qui lui a enseigné les vérités du judaïsme, l’a fortement surpris et troublé dans sa quiétude de croyant. Il lui parait impossible d’admettre, ajoute-t-il, qu’il se soit converti par ambition ou par cupidité, encore moins par suite de doutes, puisqu’il a accompli rigoureusement toutes les pratiques de sa religion jusqu’au moment de son baptême. Aura-t-il peut-être été mû par la crainte de voir ces sanglantes persécutions faire disparaître la race juive ? Il doit pourtant savoir que la plus grande partie des Juifs sont établis en Asie, où ils jouissent d’une assez grande indépendance, et qu’en supposant même qu’il plaise à Dieu de laisser périr les communautés juives des pays chrétiens, la race juive n’en continuera pas moins à fleurir ailleurs. Ce ne peut donc être que par conviction, et après un examen attentif du christianisme, que Paul a embrassé cette dernière religion. Il le prie, par conséquent, de lui faire partager ses croyances en l’aidant à combattre les doutes que sa raison lui suggère contre les dogmes chrétiens. Lorqui développe alors ses doutes avec une grande vigueur, et, dans son exposition, il ne cesse d’accabler Paul de ses traits acérés. Celui-ci y répondit, mais d’une façon évasive, sans oser s’attaquer de front aux arguments de Lorqui ».

#### Baptême etdisputatio
Encouragé, Josué ha-Lorki se convertit à son tour au catholicisme vers 1412 sous l'influence également du prédicateur dominicain Vicent Ferrer. Au moment de son baptême, il prend le nom de Hiéronymus de Sancta Fide (Jerónimo de Santa Fe). Peu après, il soumet à l'anti-pape Benoît XIII dont il est le médecin personnel l'idée d'organiser une disputatio avec les principaux juifs d'Alcañiz. Benoît XIII décide d'organiser cette disputatio à Tortosa avec des rabbins d'Aragon, du 7 février 1413 au 13 novembre 1414. Il intervient dans cette dispute et il semble que saint Vincent Ferrier y tint un grand rôle, même s’il ne participa pas à toutes les séances qui s’étalèrent sur deux années.
Dans son Tractatus contra perfidiam Judaeorum, écrit vers 1412, Jerónimo attaque la religion juive en citant des passages de la Bible hébraïque pour montrer qu'ils avaient attesté la venue de Jésus comme messie. Il écrit aussi De judaicis erroribus ex Talmud adressé à Benoît XIII. Ces deux traités ont servi de base doctrinaire pendant la disputation de Tortosa. Le philosophe et rabbin Isaac Nathan ben Kalonymus écrit plusieurs textes pour condamner les interprétations de la Bible hébraïque devant prouver que Jésus serait le messie.
Très rapidement, la disputation sur le messie est bloquée. Pour les rabbins, le messie était un personnage secondaire qui ne pouvait pas changer la Torah, la Loi, source de la vie spirituelle. Cette position était incompatible avec le point de vue catholique qui fait de Jésus le Verbe incarné. Dans une dernière réunion, en 1415, les rabbins présents affirment que leur foi est la véritable foi.
L'antipape Benoît XIII fulmina une bulle, à Valence, le 11 mai 1415, contre le Talmud, accusant ce livre d'être la principale cause de l'aveuglement des Juifs, et attribuant sa composition aux fils du diable,.

## Descendance
Un des fils de Jerónimo de Santa Fe, le poète et troubadour Pedro de Santa Fe, a été un favori de la reine Marie de Castille, épouse d'Alphonse V d'Aragon.
Un des descendants de Jerónimo, Francisco de Santa Fe, a été accusé en 1485 d'être impliqué dans l'assassinat de l'inquisiteur de Saragosse. Il s'est suicidé dans la prison de l'Inquisition et son corps a été brûlé et ses cendres jetées dans l'Èbre.

## Écrits
- Gerem ha-Ma'ǎlot (Vienne, ms. 154)
- Tractatus contra perfidiam Judaeorum, 1412
- De judaieis erroribus ex Talmud, 1412, publié à Augsbourg en 1468 et à Zurich en 1552.

Ces deux derniers textes ont été réunis sous le titre Hebraeo mastix publié dans la Bibliotheca Veterum Patris, Francfort, 1602